# Idionyx carinatus
Idionyx carinatus – gatunek ważki z rodziny Synthemistidae. Występuje w południowych i południowo-wschodnich Chinach – od prowincji Syczuan po Zhejiang; prawdopodobnie także na przyległym obszarze w północnym Wietnamie.